# Bonga (gisement)
Pour les articles homonymes, voir Bonga.
Bonga est le premier gisement de pétrole à avoir été développé en offshore profond (conventionnellement défini par une profondeur d'eau dépassant 300 mètres) au Nigéria. 
Il se situe dans le bloc d'exploration OPL 212, au large de Warri, qui fut attribué à Shell (et ses partenaires, Agip, Elf et Esso) au cours du premier appel d'offres nigérien pour l'offshore profond en 1993.
Le prospect fut identifié par imagerie sismique, et le premier puits fut entamé en septembre 1995, découvrant du pétrole en janvier 1996. Ce premier gisement fut évalué à 600 à 1000 millions de barils. Le gisement Bonga Sud Ouest, à 10 km de là, fut découvert en 2001.
Bonga a été mis en service début 2006, par un FPSO (une plate forme flottante) comptant parmi les plus gros du monde avec ses 300 000 tonnes. La capacité de production est de 225 000 barils par jour, auxquels s'ajoutent 4,2 millions de mètres cubes de gaz naturel par jour, livrés à l'usine de liquéfaction de Bonny Island via un gazoduc.
Bonga sud-ouest est encore plus grand que Bonga, avec des réserves dépassant le milliard de barils, un autre FPSO sera construit pour lui. Bonga et Bonga SO sont, pour certaines sources, les deux plus grands gisements du pays.